# Joriskerk (Borculo)
De Joriskerk is een kerk in de Nederlandse plaats Borculo, die in 1966 is aangewezen als rijksmonument.

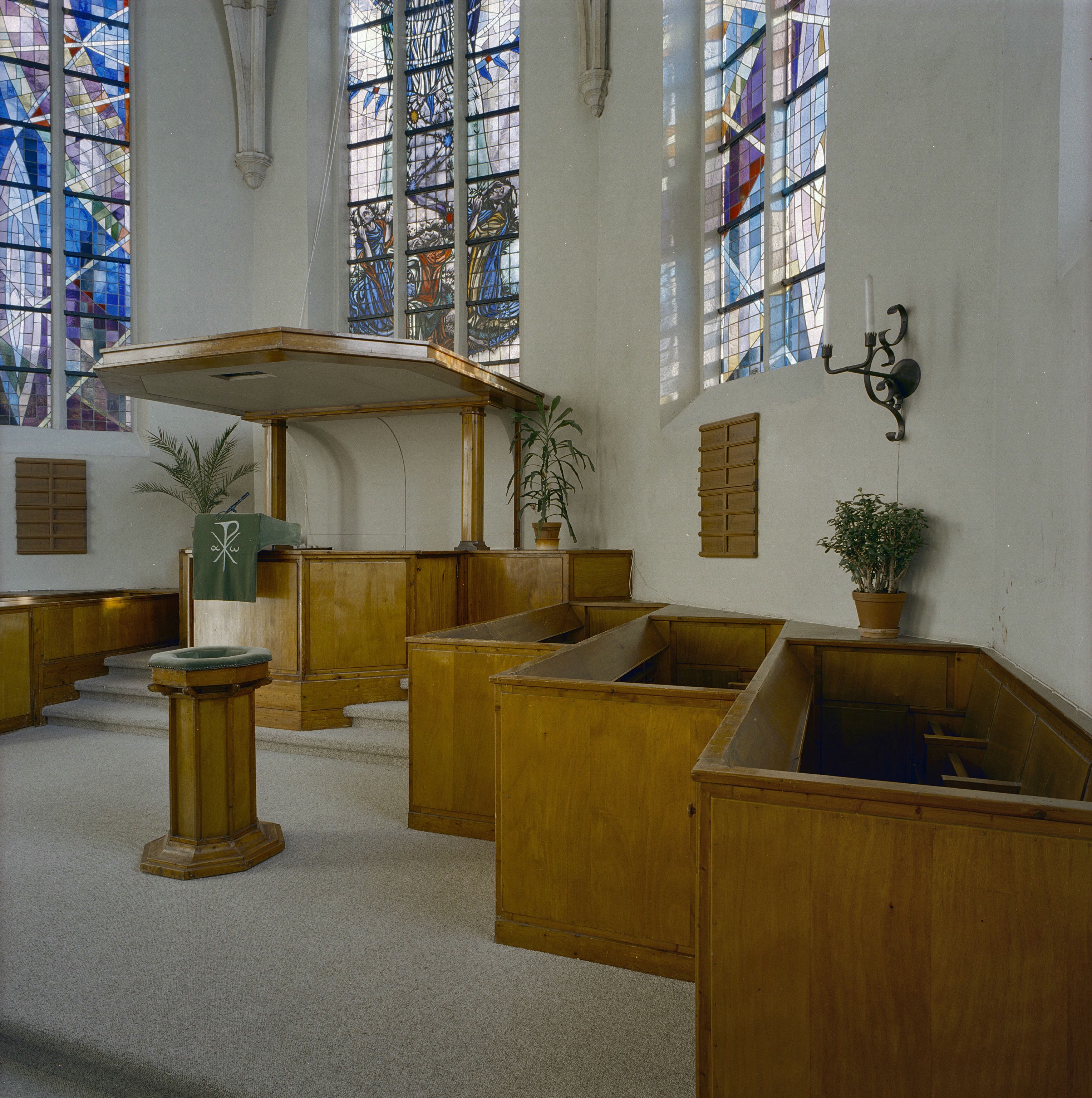
Koor met preekstoel, kerkbanken, doopvont en glas-in-loodramen van Femmy Schilt-Geesink

De kerk is gebouwd in de 16e eeuw als kerk van het nabijgelegen Hof. Later werd het een rooms-katholieke parochiekerk met als patroonheilige Joris en ging na de reformatie in 1616 verder als protestantse kerk.
De laat-gotische kerk heeft bij de ingang een kleine archivolt, waarboven een groot ingemetseld spitsboogvenster in de kerktoren is aangebracht. De toren wordt bekroond met een tentdak. Het schip heeft enkel aan de noordzijde een zijbeuk. De ramen, veelal spitsboogvensters, zijn voorzien van glas in lood.

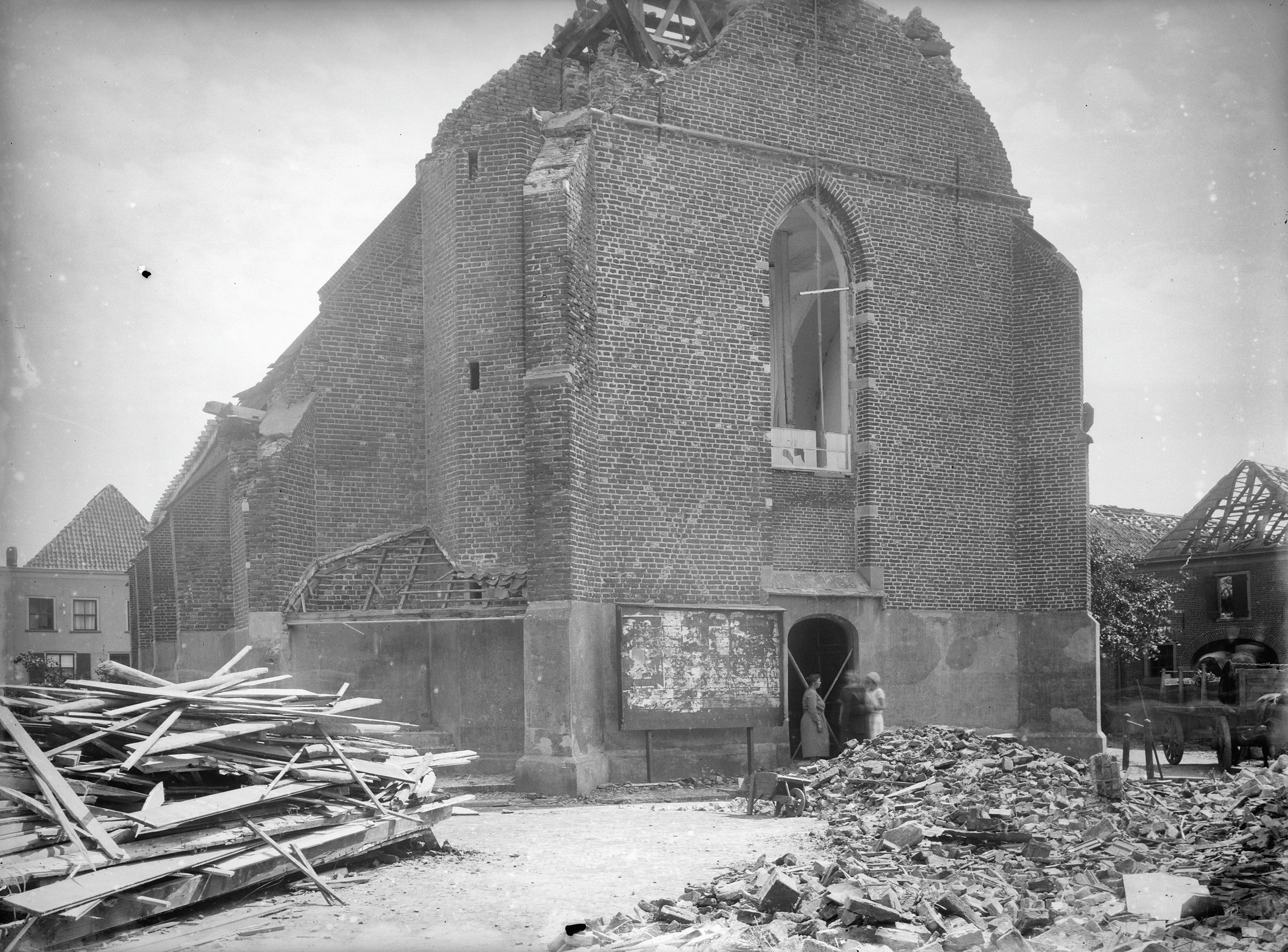
De kerk na de stormramp van 1925

In 1925 leed het gebouw grote schade tijdens de stormramp van 1925. De jaren erna is de kerk gerestaureerd. Daarbij werd het schip onder het zadeldak voorzien van kruisribgewelven. In het koor zijn glas-in-loodramen geplaatst die werden ontworpen door Femmy Schilt-Geesink. Het 19e-eeuwse kerkorgel van o.a. Ambrost met ouder pijpwerk had de ramp onbeschadigd overleefd, maar werd, als gevolg van onoordeelkundig opslag, in 1928 vervangen door een nieuw pneumatisch instrument van de orgelbouwer Firma J. de Koff in Utrecht. Het heeft twee manualen, 12 registers en een vrij pedaal.
De dispositie luidt: 
Manuaal I: Bourdon 16', Prestant 8', Roerfluit 8', Octaaf 4', Octaaf 2', Mixtuur 2-3 st., Trompet 8'.
Manual II (Zwelkast): Holpijp 8', Gamba 8', Aeoline 8', Vox celestis 8', Openfluit 4'.
Pedaal: Subbas 16' (transmissie)
Verder gebruikelijke koppelingen en Sub- en superkoppel naar manuaal II
Verder bezit de kerk een koororgel van de Firma Blank, met de volgende dispositie:
Holpijp 8', Prestant 4', Fluit 4', Octaaf 2', Mixtuur 2-3 st.